# Ротонда (Відень)

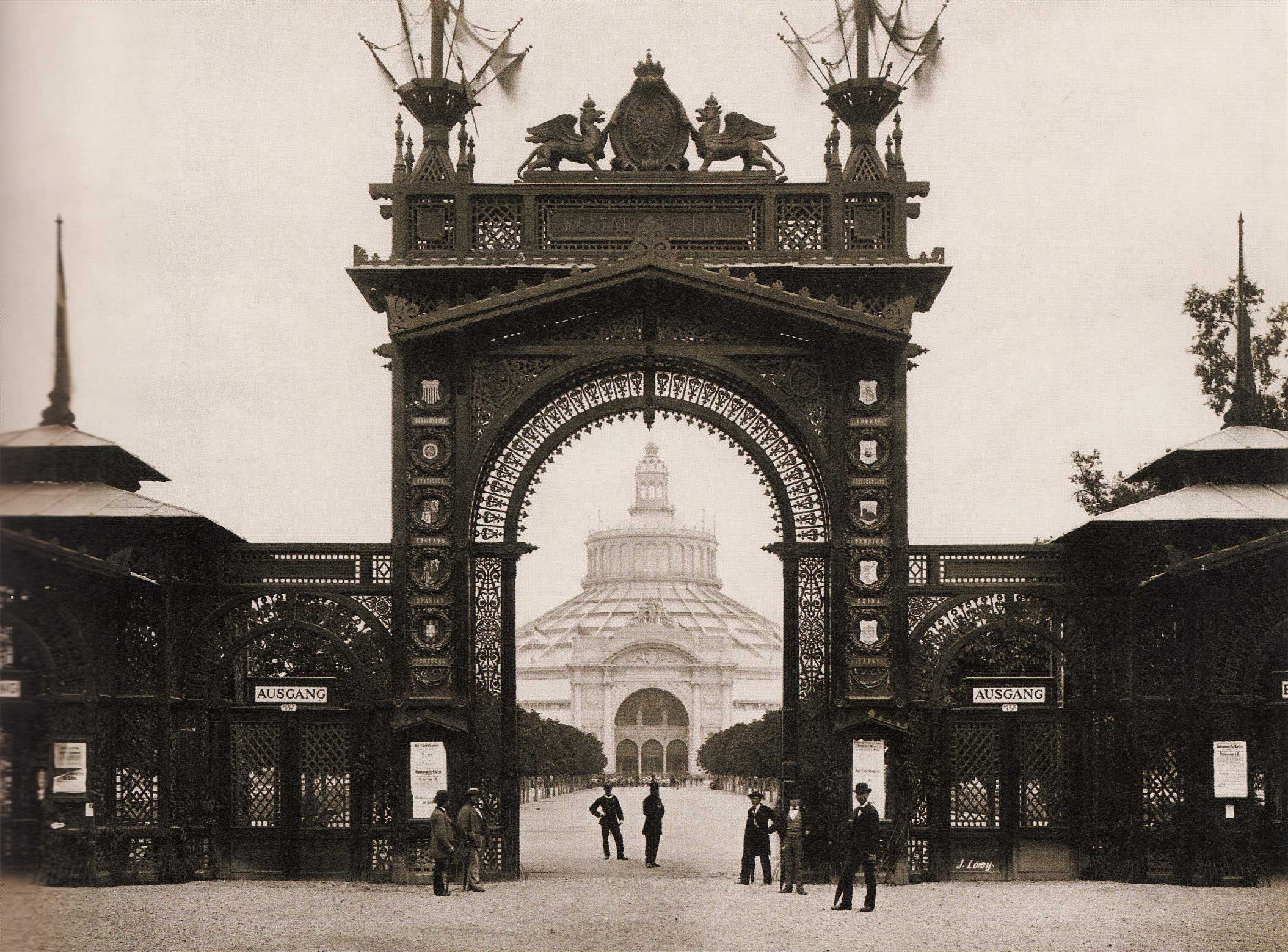
Вхідна брама Всесвітньої виставки

Ротонда — виставковий павільйон Відня, що був споруджений до Всесвітньої виставки (1873) у парку Пратер. На час свого будівництва Ротонда отримала найбільший у світі купол діаметром 108 м, що перевершив купол збудованого у 18 — 125 роках римського Пантеону (діаметр 43,4 м). Лише в 1957 році його перевершив купол Виставкового залу в Белграді діаметром 109 м. Купол згорів 1937 року.

## Історія

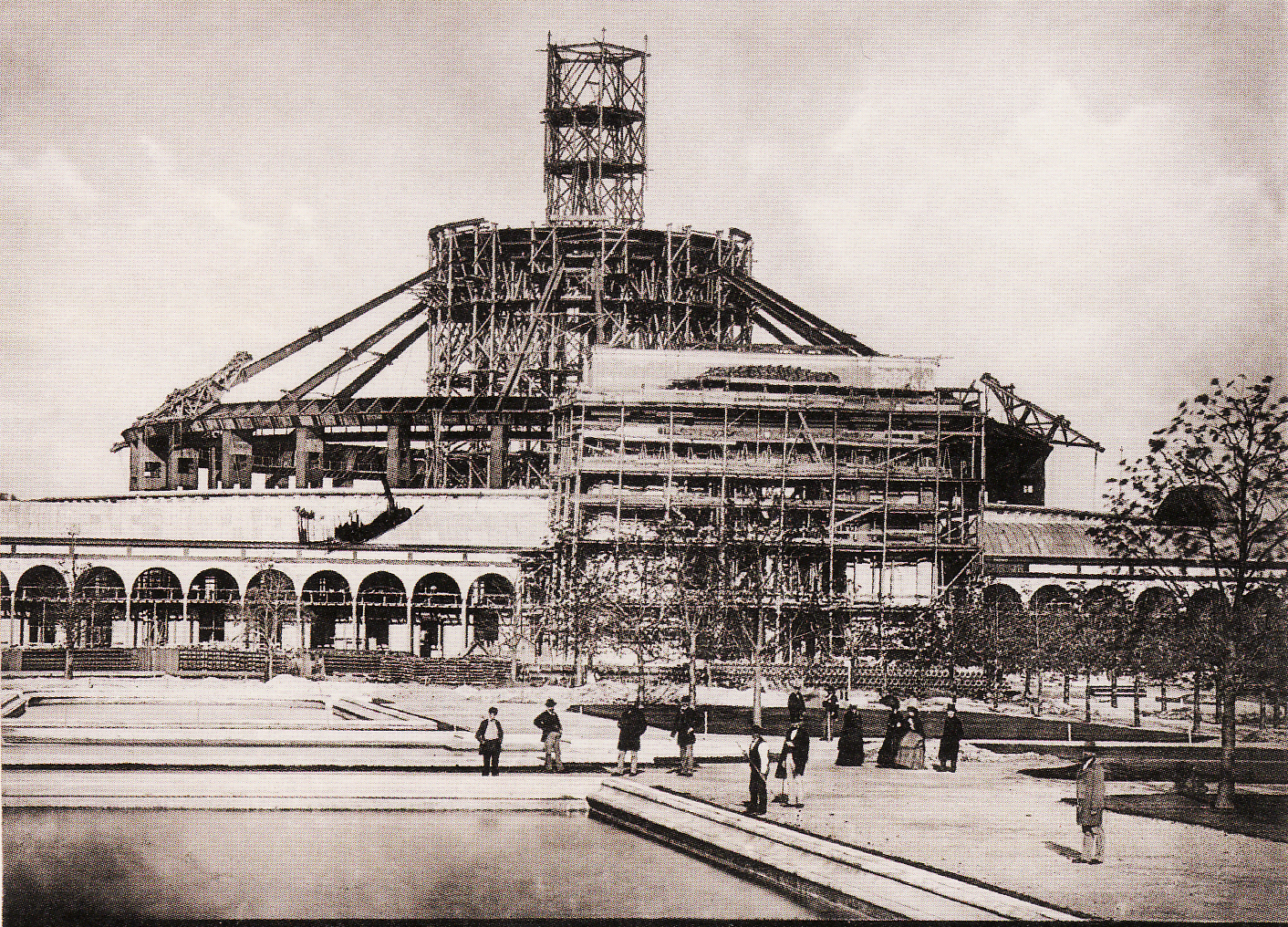
Будівництво Ротонди. 19. 10. 1872

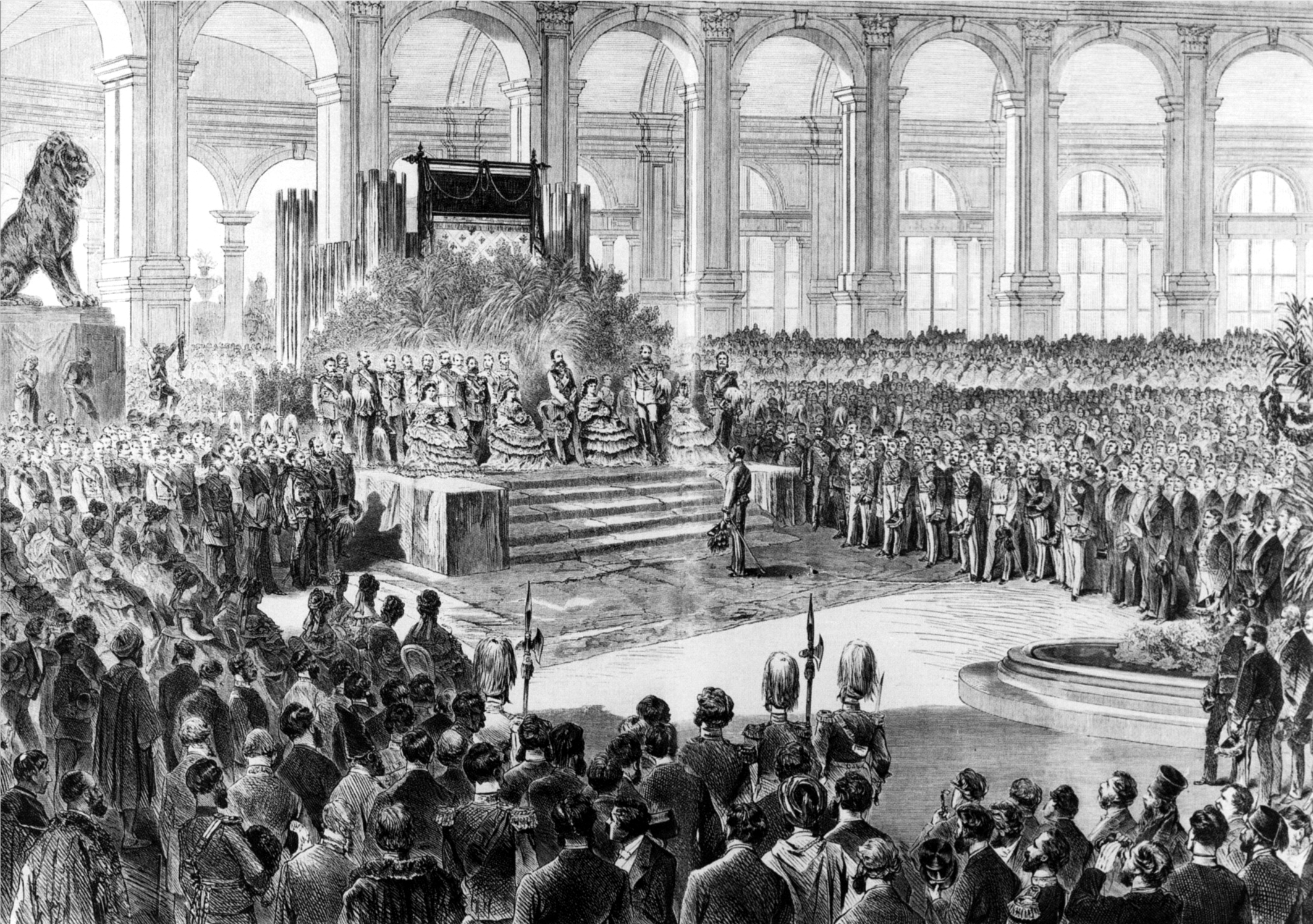
Відкриття Всесвітньої виставки. 01.05.1873

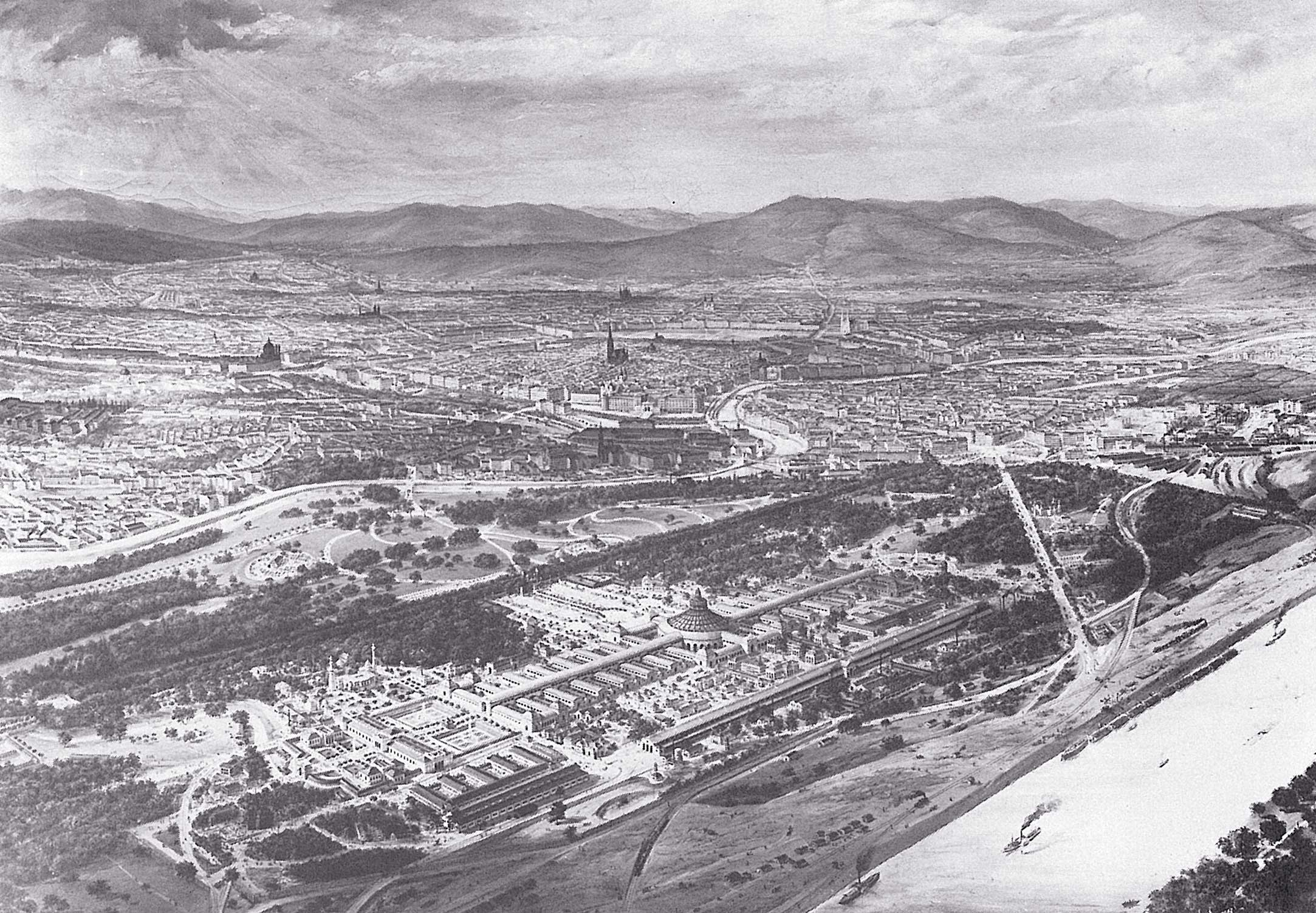
Ротонда, павільйони Всесвітньої виставки на фоні Відня. 1873

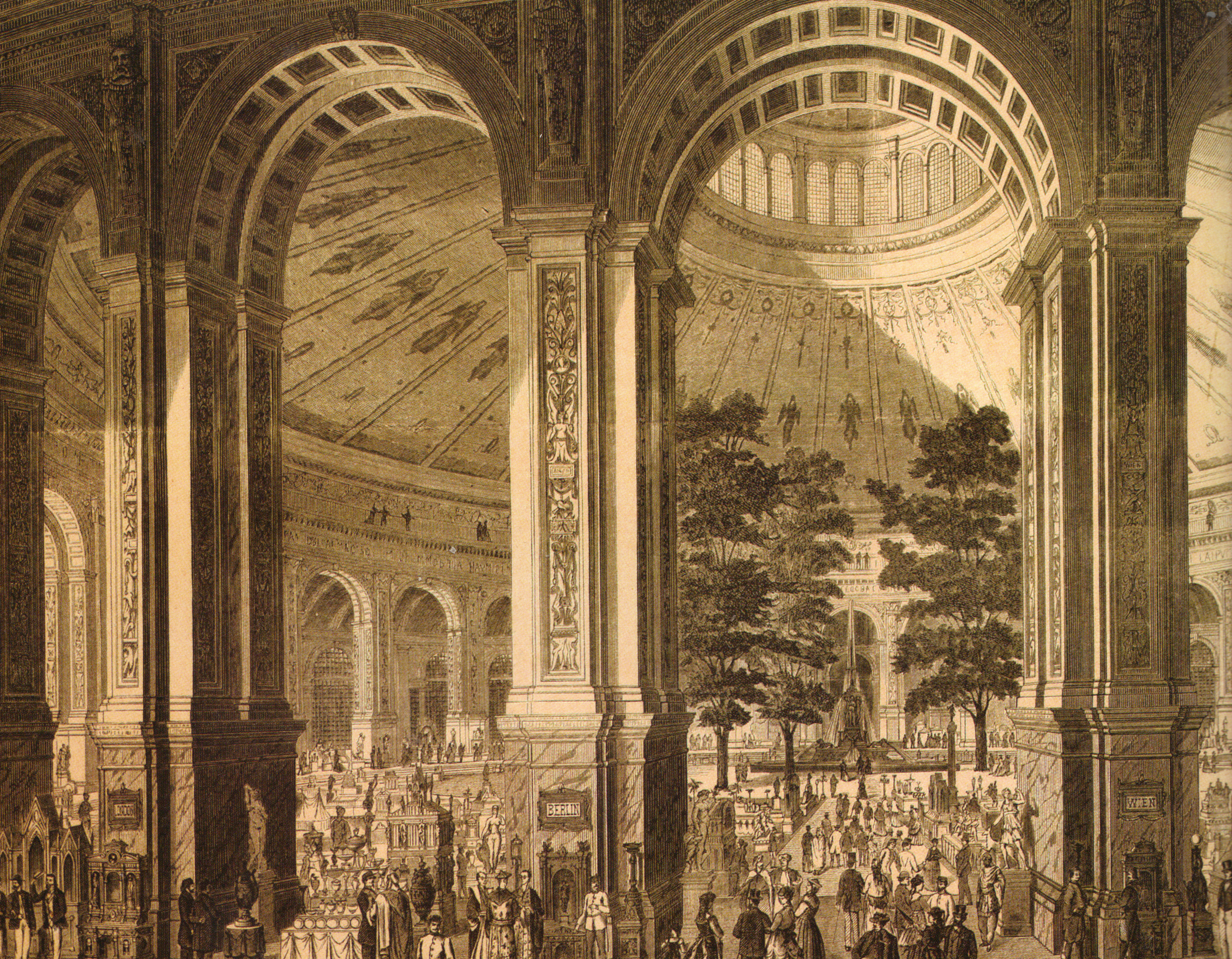
Інтер'єр Ротонди

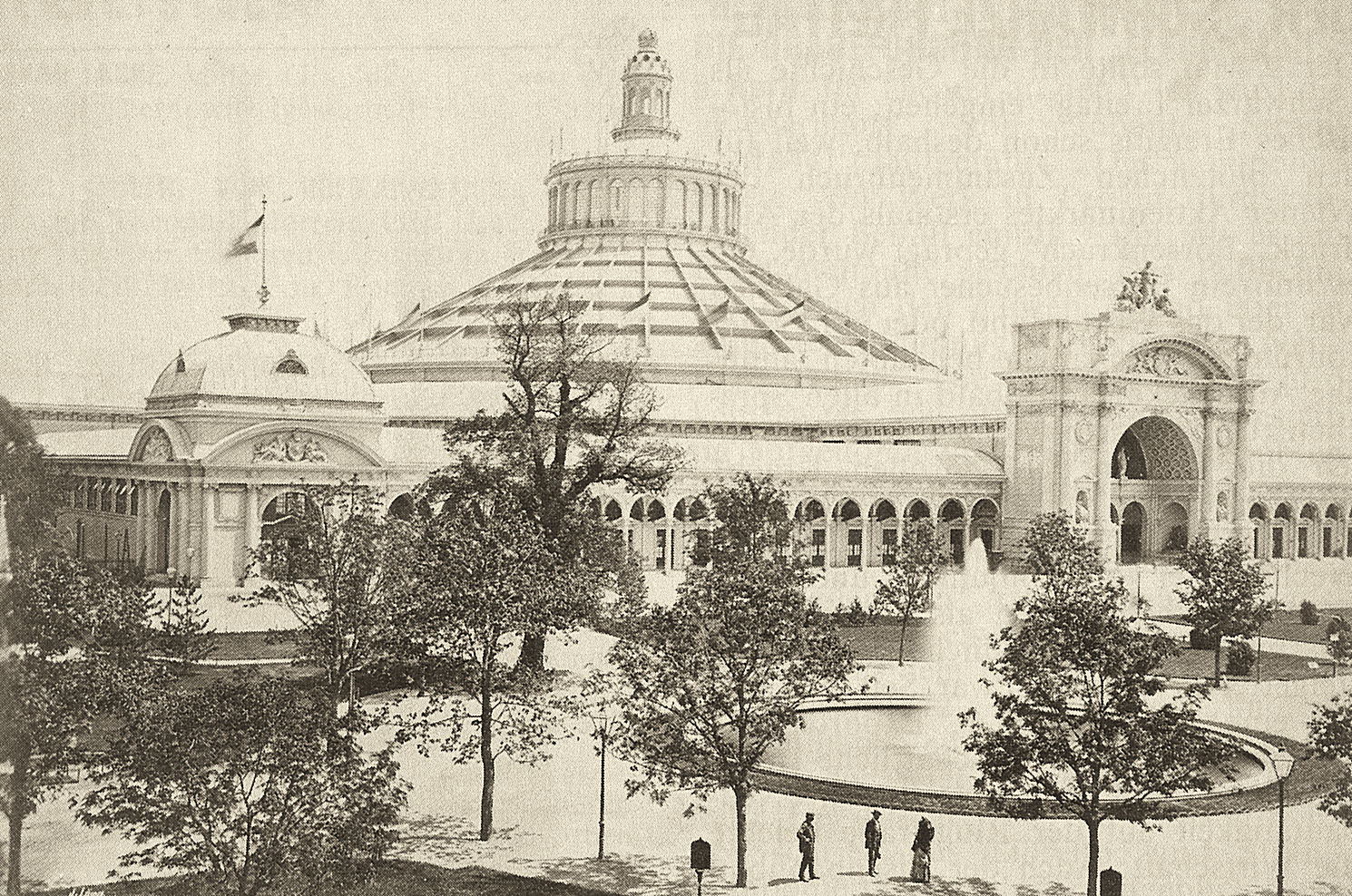
Центральний вхід до Ротонди

Всесвітня виставка відкрилась 1 травня 1873 в недобудованій ротонді. Наступного дня розпочалися тривалі дощі, перетворивши Пратер на болото, 9 травня відбувся обвал акцій на фондовому ринку Віденської біржі, а наступна епідемія холери у Відні остаточно перекреслила сподівання успішне проведення виставки. Замість очікуваних 20 000 000 відвідувачів прийшло близько 7,2 мільйона. Дефіцит бюджету виставки склав 15 млн. гульденів, через що не відбулося заплановане розбирання ротонди. З 1877 частину приміщення, а з 1878 всю ротонду стали використовувати як склад. На початку 1880-х років її почали використовувати для проведення виставок, прийомів. Тут відбулися:
- 1883 — Міжнародна виставка електрики
- 1885 — святкування закладення Віденського рятувального товариства
- 1892 — Віденська музична і театральна виставка
- 1898 — Колективна виставка австрійських автовиробників Австрійського автоклубу в рамках святкування 50-річчя правління цісаря Франца Йосифа I, де було представлено 4 перші австрійські автомобілі — Зігфріда Маркуса, Еггера-Лонера, Lohner-Porsche, Nesselsdorf Präsident.
- 1900 — Перша міжнародна виставка мисливців до 80-річчя патрона мисливців Франца Йосифа I
- 1913 — Виставка Адріатики — остання велика виставка в історії Австр-Угорської імперії

На час Першої світової війни її використовували військові для розміщення солдат на час видужування. З 1920 Ротонду знову відкрили для публіки, а 11 серпня 1921 відкрили першу післявоєнну міжнародну виставку. Двічі на рік Ротонда ставала великим виставковим центром. Клеменсу Гольцмайстеру 1936 доручили підготувати проект пристосування Ротонди під Національний архів.
17 вересня 1937 о 12:36 поступили два незалежні повідомлення пожежної сигналізації. Зовні не було ознак великої пожежі, а вогонь поширювався в порожнині поміж тинком і зовнішнім металевим покриттям. Перші пожежні машини прибули о 12:55, але необхідні були драбини завдовжки 15-18 м. Металеве покриття не пропускало воду до палаючих дерев'яних елементів конструкції вагою 400 т. О 13:30 пожежникам наказали відійти через загрозу обвалу і через три хвилини купол обвалився, здіймаючи в повітря міріади іскор. Від них вогонь поширився на бічні і сусідні будівлі, зокрема вежа пожежної частини Пратера. Пожежники зовні подавали воду на згарище, бо до середини було неможливо потрапити. На допомогу вислали солдат 5-го піхотного полку. Ліквідація пожежі тривала до 22 вересня. Це була одна з найбільших пожеж в історії Відня. Руїни розібрали 1942 року.
На місці Ротонди 1950 збудували Головну будівлю виставкового комплексу, яка 2001 стала покриватись тріщинами і була розібрана. На цьому місці паркінг і з 2013 кампус Віденського університету економіки.

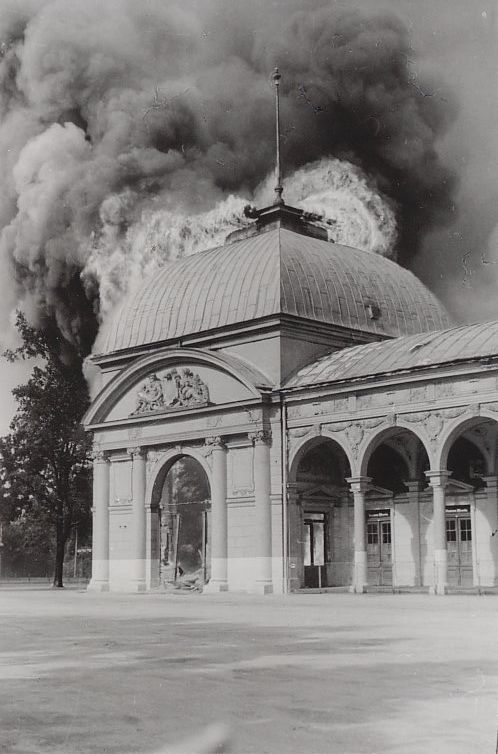
Пожежа бічної вежі галерей

## Конструкція

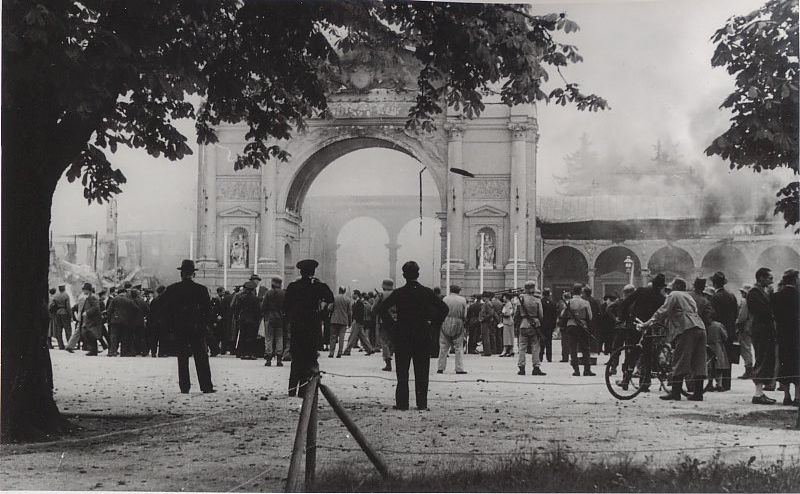
Вхід до ротонди після обвалу куполу

Проект металевих конструкцій Ротонди розробив шотландський інженер — корабел Джон Скотт Рассел, який спроектував пароплав SS Great Eastern. Проект завершили під керівництвом архітектора Карла фон Газенауера. Основу конструкції становив металевий каркас, покритий зовні деревом і декорований гіпсом. Висота Ротонди становила 84 м, діаметр 108 м. Її покривав конічний дах, опертий на 32 металевих стовпах з двома ліхтарями. Нижня виконувала роль оглядового майданчика, верхня була позолочена і увінчана 4-метровою кам'яною копією імператорської корони, символізуючи патронат цісаря над Всесвітньою виставкою. Навколо Ротонди чотири 190-м галереї утворювали квадрат. Посеред галерей містились широкі зали, що поєднували їх з Ротондою. Інтер'єр Ротонди площею близько 8000 м² використовувався під час Всесвітньої виставки при головному вході для зустрічі відвідувачів і офіційних заходів. Головний портал отримав форму тріумфальної арки, з девізом Франца Йосифа І на фронтоні «Viribus Unitis» (укр. Спільними зусиллями).